# باتريسيا جاكسون
باتريسيا جاكسون (بالإنجليزية: Patricia Jackson)‏ هي عداءة سريعة أمريكية، ولدت في 17 مارس 1958.